# Charlie DeMars
Charlie DeMars es el guitarrista de la banda estadounidense de rock, Ghost of the Robot.

## Carrera
Junto con Aaron Anderson, también miembro de Ghost of the Robot, formaba parte de la banda Soccer Hooligans.
Posteriormente formó parte del grupo Power Animal junto a Aaron Anderson y Kevin McPherson, que también acabaría siendo miembro de Ghost of the Robot.
Vivía en Sacramento, pero se mudó a Los Ángeles y vivió un tiempo con su hermanastro Steve Sellers, también miembro de Ghost of the Robot. 
En esa época conoció a James Marsters y empezaron a tocar juntos, actuando en algunas ocasiones en el 14 Below. De ahí surgió la idea de formar un grupo.
- Datos: Q5765047